# Танці з зірками (сьомий сезон)
«Танці з зірками» — українське танцювальне шоу виробництва «1+1 Продакшн». Проєкт є адаптацією британського шоу «Strictly Come Dancing» телеканалу «BBC».
Сьомий сезон виходив з 30 серпня по 29 листопада 2020 року.

## Судді
- Григорій Чапкіс — український хореограф, народний артист України.
- Катерина Кухар — народна артистка України та прима-балерина Національної опери України.
- Владислав Яма — український танцюрист, володар Кубку України з бальних танців.

## Ведучі
| Тиждень | Ведучий       | Ведуча      | Ведучий (на балконі) | Запрошений суддя                                                  | Запрошена зірка (виступ)                                                                                                 |
| ------- | ------------- | ----------- | --- | ----------------------------------------------------------------- | --- |
| 1       | Юрій Горбунов | Тіна Кароль | Наталя Могилевська | —                                                                 | Монатік та Віра Брежнєва                                                                                                 |
| 2       | Юрій Горбунов | Тіна Кароль | Женя Кот та Іванна Онуфрійчук | Ігор Ласточкін                                                    | Макс Барських |
| 3       | Юрій Горбунов | Тіна Кароль | Володимир Дантес | Надя Дорофєєва                                                    | NK |
| 4       | Юрій Горбунов | Тіна Кароль | Маша Єфросініна | Леся Нікітюк                                                      | Тіна Кароль |
| 5       | Юрій Горбунов | Тіна Кароль | Дмитро Танкович | Монатік                                                           | Lida Lee |
| 6       | Юрій Горбунов | Тіна Кароль | DZIDZIO | Юрій Ткач                                                         | Катерина Кухар |
| 7       | Юрій Горбунов | Тіна Кароль | NK | Іраклі Макацарія                                                  | Оля Полякова |
| 8       | Юрій Горбунов | Тіна Кароль | Ольга Горбачова | Андрій Данилко (Вєрка Сердючка)                                   | Андрій Данилко (Вєрка Сердючка)                                                                                          |
| 9       | Юрій Горбунов | Тіна Кароль | Потап із сином Андрієм | Марія Єфросініна                                                  | Mozgi та Magic Five |
| 10      | Юрій Горбунов | Тіна Кароль | Руслан Сенічкін, Людмила Барбір, Єгор Гордєєв та Неля Шовкопляс | Наталія Могилевська                                               | Khayat і Наталія Могилевська                                                                                             |
| 11      | Юрій Горбунов | Тіна Кароль | Юрій Ткач | Ксенія Мішина                                                     | NINO |
| 12      | Юрій Горбунов | Тіна Кароль | Оля Полякова | Павло Вишняков                                                    | Kazka та Alekseev |
| 13      | Юрій Горбунов | Тіна Кароль | Олег Винник та Ольга Фреймут | Леся Нікітюк                                                      | Laud, Олег Винник, Іван Дорн                                                                                             |
| 14      | Юрій Горбунов | Тіна Кароль | Іраклі Макацарія, Іванна Онуфрійчук, Олександр Попов, Андре Тан та Ганна Різатдінова, Володимир Горянський, Назар Задніпровський, Сергій Мельник, Арам Арзуманян, Дмитро Танкович, Сергій Танчинець та Позитив | Монатік, Надя Дорофєєва, Ігор Ласточкін і Greg Chapkis (по черзі) | Dan Balan, Тіна Кароль, Ольга Цибульська, Dside Band, Анна Буткевич, Надя Дорофєєва, Монатік і Lida Lee та NiNO Basilaya |

## Учасники
| Зірки             | Рід занять                      | Партнери         | 1  | 2  | 3  | 4  | 5  | 6  | 7  | 8  | 9  | 10  | 11 | 12  | 13  | 14  | Оцінки за всі ефіри | Статус          |
| ----------------- | ------------------------------- | ---------------- | -- | -- | -- | -- | -- | -- | -- | -- | -- | --- | -- | --- | --- | --- | ------------------- | --------------- |
| Санта Дімопулос   | співачка                        | Максим Леонов    | 28 | 37 | 37 | 39 | 33 | 39 | 40 | 37 | 40 | 116 | 80 | 100 | 119 | 117 | 862                 | Перше           |
| Юлія Саніна       | співачка та композиторка        | Дмитро Жук       | 21 | 34 | 37 | 35 | 38 | 38 | 38 | 38 | 39 | 112 | 79 | 97  | 119 | 118 | 843                 | Друге           |
| Надія Мейхер      | акторка, співачка та телеведуча | Кирило Васюк     | 26 | 37 | 36 | 40 | 35 | 39 | 38 | 38 | 38 | 118 | 78 | 93  | 116 | 115 | 847                 | Третє           |
| Сергій Мельник    | футболіст                       | Аделіна Делі     | 21 | 32 | 30 | 35 | 36 | 37 | 34 | 39 | 39 | 109 | 72 | 91  |     |     | 575                 | Вибули 11-ми    |
| Сергій Танчинець  | співак                          | Яна Цибульська   | 17 | 27 | 28 | 34 | 31 | 34 | 33 | 35 | 33 | 105 | 69 |     |     |     | 446                 | Вибули 10-ми    |
| Ольга Фреймут     | телеведуча                      | Ілля Падзина     | 26 | 33 | 29 | 35 | 32 | 34 | 30 | 33 | 35 | 95  |    |     |     |     | 382                 | Вибули 9-ми     |
| Дар'я Петрожицька | акторка та співачка             | Ігор Гелуненко   | —  | 31 | 30 | 30 | 29 | 28 | 34 | 32 | 30 |     |    |     |     |     | 244                 | Вибули 8-ми     |
| Позитив           | співак та продюсер              | Юлія Сахневич    | 21 | 32 | 32 | 29 | 27 | 28 | —  | 36 |    |     |    |     |     |     | 169                 | Вибули 7-ми     |
| Тарас Цимбалюк    | актор                           | Яна Заєць        | 26 | 32 | 32 | 34 | 29 | 34 |    |    |    |     |    |     |     |     | 187                 | Вибули 6-ми     |
| Олег Винник       | актор та співак                 | Олена Шоптенко   | 25 | 31 | 35 | 36 | —  | —  |    |    |    |     |    |     |     |     | 127                 | Дискваліфікація |
| Арам Арзуманян    | актор                           | Антоніна Руденко | 22 | 35 | 36 | 36 | 31 |    |    |    |    |     |    |     |     |     | 160                 | Вибули 4-ми     |
| Alyona alyona     | реп-виконавиця                  | Юрій Гурич       | 16 | 29 | 27 | 26 |    |    |    |    |    |     |    |     |     |     | 98                  | Вибули 3-ми     |
| Слава Камінська   | співачка                        | Дмитро Дікусар   | 20 | 25 | 26 |    |    |    |    |    |    |     |    |     |     |     | 71                  | Вибули 2-ми     |
| Дмитро Танкович   | телеведучий                     | Ілона Гвоздьова  | 19 | 29 |    |    |    |    |    |    |    |     |    |     |     |     | 48                  | Вибули 1-ми     |

| Пари                  | Танець            | Судді    | Судді    | Судді | Підсумок | Музичний супровід                           |
| Пари                  | Танець            | Григорій | Катерина | Влад  | Підсумок | Музичний супровід                           |
| --------------------- | ----------------- | -------- | -------- | ----- | -------- | ------------------------------------------- |
| Юлія та Дмитро        | ча-ча-ча          | 8        | 7        | 6     | 21       | «Make-Up» — The Hardkiss                    |
| Арам та Тоня          | ф'южн             | 8        | 8        | 6     | 22       | «Найкращий день» — Потап та Олег Винник     |
| Позитив та Юлія       | віденський вальс  | 7        | 8        | 6     | 21       | «Planetarium» — Джастін Гурвітц             |
| Alyona alyona та Юрій | сальса            | 7        | 4        | 5     | 17       | «Каждый раз» — Монатік                      |
| Сергій та Яна         | вальс             | 8        | 4        | 5     | 17       | «Люди як кораблі» — Скрябін                 |
| Надія та Кирило       | румба             | 10       | 9        | 7     | 26       | «Притяженья больше нет» — ВІА Гра           |
| Санта та Макс         | самба             | 10       | 10       | 8     | 28       | «Ego» — Віллі Вільям                        |
| Слава та Дмитро       | фокстрот          | 9        | 6        | 5     | 20       | «You haven't seen the last of me» — Шер     |
| Сергій та Аделіна     | танго             | 8        | 7        | 6     | 21       | «Back to Black» — Емі Вайнгаус              |
| Тарас та Яна          | контемпорарі-денс | 9        | 10       | 7     | 26       | «Bed of Roses» — Bon Jovi                   |
| Дмитро та Ілона       | ча-ча-ча          | 7        | 6        | 6     | 19       | «Dance Monkey» — Tones and I                |
| Олег та Олена         | танго             | 10       | 8        | 7     | 25       | «Phantom of the Opera» — Ендрю Ллойд Веббер |
| Ольга та Ілля         | фокстрот          | 10       | 9        | 7     | 26       | «Спи себе сама» — Скрябін                   |
| Дар'я та Ігор         | —                 | —        | —        | —     | —        | —                                           |

| Пари                  | Танець           | Судді    | Судді | Судді    | Судді | Підсумок | Музичний супровід                    |
| Пари                  | Танець           | Григорій | Ігор  | Катерина | Влад  | Підсумок | Музичний супровід                    |
| --------------------- | ---------------- | -------- | ----- | -------- | ----- | -------- | ------------------------------------ |
| Юлія та Дмитро        | румба            | 9        | 10    | 8        | 7     | 34       | «Bésame mucho»                       |
| Арам та Тоня          | пасодобль        | 8        | 10    | 9        | 8     | 35       | класична музична тема                |
| Позитив та Юлія       | фрістайл         | 8        | 10    | 7        | 7     | 32       | «Uptown funk»                        |
| Alyona alyona та Юрій | віденський вальс | 6        | 9     | 7        | 7     | 29       | «Earned it» — The Weeknd             |
| Сергій та Яна         | танго            | 7        | 9     | 5        | 6     | 27       | «Гуцулка Ксеня»                      |
| Надія та Кирило       | самба            | 10       | 10    | 9        | 8     | 37       | «La Tortura» — Шакіра                |
| Санта та Макс         | повільний вальс  | 9        | 10    | 10       | 8     | 37       | «Earth Song» — Майкл Джексон         |
| Слава та Дмитро       | ча-ча-ча         | 7        | 10    | 2        | 6     | 25       | «I Will Survive»                     |
| Сергій та Аделіна     | квікстеп         | 8        | 9     | 8        | 7     | 32       | «Hit the Road Jack»                  |
| Тарас та Яна          | танго            | 8        | 9     | 8        | 7     | 32       | «Tango Style Cover» — Bad Guy        |
| Дмитро та Ілона       | фокстрот         | 7        | 9     | 6        | 7     | 29       | «New York, New York» — Френк Сінатра |
| Олег та Олена         | ча-ча-ча         | 8        | 9     | 7        | 7     | 31       | «Bla Bla Bla Cha Cha Cha»            |
| Ольга та Ілля         | джайв            | 9        | 9     | 8        | 7     | 33       | «Dance Scenes» — Sweet Charity       |
| Дар'я та Ігор         | джайв            | 8        | 9     | 7        | 7     | 31       | «Candyman»                           |

| Пари                  | Танець             | Судді    | Судді | Судді    | Судді | Підсумок | Музичний супровід                                     |
| Пари                  | Танець             | Григорій | Надя  | Катерина | Влад  | Підсумок | Музичний супровід                                     |
| --------------------- | ------------------ | -------- | ----- | -------- | ----- | -------- | ----------------------------------------------------- |
| Юлія та Дмитро        | фокстрот           | 10       | 9     | 9        | 9     | 37       | «Lovely» — Біллі Айліш                                |
| Арам та Тоня          | сальса             | 9        | 9     | 10       | 8     | 36       | «Yogi»                                                |
| Позитив та Юлія       | аргентинське танго | 8        | 9     | 8        | 7     | 32       | «Malamente» — ROSALIA                                 |
| Alyona alyona та Юрій | хіп-хоп            | 5        | 8     | 6        | 8     | 27       | «Моя мати сита» — Баха                                |
| Сергій та Яна         | пасодобль          | 8        | 8     | 6        | 6     | 28       | «Без неї ніяк» — Без Обмежень                         |
| Надія та Кирило       | віденський вальс   | 10       | 9     | 9        | 8     | 36       | «I Will Always Love You» — Вітні Г'юстон              |
| Санта та Макс         | румба              | 9        | 10    | 10       | 8     | 37       | «Ring my bells» — Енріке Іглесіас                     |
| Слава та Дмитро       | контемпорарі       | 7        | 8     | 5        | 6     | 26       | «Для всех нас просто нет»                             |
| Сергій та Аделіна     | ча-ча-ча           | 8        | 8     | 7        | 7     | 30       | «Baby girl»                                           |
| Тарас та Яна          | джайв              | 10       | 9     | 6        | 7     | 32       | «Runway» — Бруно Марс                                 |
| Олег та Олена         | віденський вальс   | 9        | 10    | 8        | 8     | 35       | «Where The Wild Roses Grow» — Нік Кейв і Кайлі Міноуг |
| Ольга та Ілля         | самба              | 8        | 9     | 6        | 6     | 29       | «Mi Gente» — J Balvin і Віллі Вільям                  |
| Дар'я та Ігор         | віденський вальс   | 9        | 8     | 6        | 7     | 30       | «Мій ласкавий та ніжний звір»                         |

| Пари                  | Танець           | Судді    | Судді | Судді    | Судді | Підсумок | Музичний супровід                                     |
| Пари                  | Танець           | Григорій | Леся  | Катерина | Влад  | Підсумок | Музичний супровід                                     |
| --------------------- | ---------------- | -------- | ----- | -------- | ----- | -------- | ----------------------------------------------------- |
| Юлія та Дмитро        | пасодобль        | 8        | 10    | 9        | 8     | 35       | «Bring Me to Life» — Evanescence                      |
| Арам та Тоня          | фокстрот         | 9        | 10    | 9        | 8     | 36       | «Мелодія» — Мирослав Скорик                           |
| Позитив та Юлія       | фокстрот         | 6        | 10    | 7        | 6     | 29       | «Навсегда/Никогда» — Время и Стекло                   |
| Alyona alyona та Юрій | джайв            | 5        | 10    | 5        | 6     | 26       | «Вчителька» — ТіК                                     |
| Сергій та Яна         | ча-ча-ча         | 9        | 10    | 8        | 7     | 34       | «Can't Feel My Face» — The Weeknd                     |
| Надія та Кирило       | танго            | 10       | 10    | 10       | 10    | 40       | «Пошёл вон» — ВІА Гра                                 |
| Санта та Макс         | контемпорарі     | 10       | 10    | 10       | 9     | 39       | «Sorry Seems to Be the Hardest Word» — Тарон Еджертон |
| Сергій та Аделіна     | румба            | 10       | 10    | 7        | 8     | 35       | «Crazy in love» — 50 Shades of Grey                   |
| Тарас та Яна          | віденський вальс | 9        | 10    | 7        | 8     | 34       | «Веселі, брате, часи настали...» — Океан Ельзи        |
| Олег та Олена         | пасодобль        | 9        | 10    | 9        | 8     | 36       | «Вовчиця» — Олег Винник                               |
| Ольга та Ілля         | контемпорарі     | 9        | 10    | 8        | 8     | 35       | «Mi Gente» — Майкл Ендрюс і Ґері Джулс                |
| Дар'я та Ігор         | ча-ча-ча         | 8        | 10    | 6        | 6     | 30       | «The Time of My Life»                                 |

| Пари              | Танець           | Судді    | Судді  | Судді    | Судді | Підсумок | Музичний супровід                                         |
| Пари              | Танець           | Григорій | Дмитро | Катерина | Влад  | Підсумок | Музичний супровід                                         |
| ----------------- | ---------------- | -------- | ------ | -------- | ----- | -------- | --------------------------------------------------------- |
| Юлія та Дмитро    | повільний вальс  | 10       | 10     | 9        | 9     | 38       | «My Love» — Sia                                           |
| Арам та Тоня      | джайв            | 8        | 9      | 7        | 7     | 31       | «Mood» — Гленн Міллер                                     |
| Позитив та Юлія   | фокстрот         | 6        | 8      | 7        | 6     | 27       | «All Of Me» — Джон Ледженд                                |
| Сергій та Яна     | джайв            | 8        | 9      | 7        | 7     | 31       | пісня з мультсеріалу «Чіп і Дейл — бурундучки-рятівнички» |
| Надія та Кирило   | фрістайл         | 10       | 9      | 8        | 8     | 35       | «Кот Базилио и лиса Алиса»                                |
| Санта та Макс     | ф'южн            | 8        | 9      | 8        | 8     | 33       | «Friend like me» — Вілл Сміт                              |
| Сергій та Аделіна | фокстрот         | 9        | 10     | 9        | 8     | 36       | «I Wanna Be Loved By You» — Мерілін Монро                 |
| Тарас та Яна      | румба            | 7        | 8      | 7        | 7     | 29       | «My Heart Will Go On» — Селін Діон                        |
| Олег та Олена     | —                | —        | —      | —        | —     | —        | —                                                         |
| Ольга та Ілля     | віденський вальс | 8        | 9      | 8        | 7     | 32       | «All By Myself» — Селін Діон                              |
| Дар'я та Ігор     | танго            | 9        | 8      | 6        | 6     | 29       | «You Can leave Your Hat On» — Джо Кокер                   |

| Пари              | Танець       | Судді    | Судді | Судді    | Судді | Підсумок | Музичний супровід                        |
| Пари              | Танець       | Григорій | Юрій  | Катерина | Влад  | Підсумок | Музичний супровід                        |
| ----------------- | ------------ | -------- | ----- | -------- | ----- | -------- | ---------------------------------------- |
| Юлія та Дмитро    | контемпорарі | 10       | 10    | 9        | 9     | 38       | «Вільна» — Юлія Саніна і Тіна Кароль     |
| Позитив та Юлія   | румба        | 8        | 10    | 5        | 5     | 28       | «Навсегда» — Alekseev                    |
| Сергій та Яна     | румба        | 8        | 10    | 9        | 7     | 34       | «Люди як кораблі» — Скрябін              |
| Надія та Кирило   | фокстрот     | 10       | 10    | 9        | 10    | 39       | «Чекай» — Tayanna                        |
| Санта та Макс     | ча-ча-ча     | 10       | 10    | 10       | 9     | 39       | «Самотня боса» — Гайтана                 |
| Сергій та Аделіна | пасодобль    | 8        | 10    | 10       | 9     | 37       | «Кобра» — The Hardkiss                   |
| Тарас та Яна      | пасодобль    | 8        | 10    | 9        | 7     | 34       | «Несе Галя воду» — Сергій Роман          |
| Олег та Олена     | —            | —        | —     | —        | —     | —        | —                                        |
| Ольга та Ілля     | ф'южн        | 10       | 9     | 8        | 7     | 34       | «Материнська любов» — Олександр Клименко |
| Дар'я та Ігор     | сальса       | 8        | 9     | 5        | 6     | 28       | «Hasta La Vista» — Мішель Андраде        |

| Пари              | Танець    | Судді    | Судді  | Судді    | Судді | Підсумок | Музичний супровід                           |
| Пари              | Танець    | Григорій | Іраклі | Катерина | Влад  | Підсумок | Музичний супровід                           |
| ----------------- | --------- | -------- | ------ | -------- | ----- | -------- | ------------------------------------------- |
| Юлія та Дмитро    | самба     | 9        | 10     | 10       | 9     | 38       | «Las Ketchup» — Aserejé                     |
| Позитив та Юлія   | —         | —        | —      | —        | —     | —        | —                                           |
| Сергій та Яна     | сальса    | 8        | 9      | 8        | 8     | 33       | «Danza Kuduro» — Lucenzo і Don Omar         |
| Надія та Кирило   | ча-ча-ча  | 10       | 10     | 9        | 9     | 38       | «I Like It» — Cardi B, Bad Bunny і J Balvin |
| Санта та Макс     | джайв     | 10       | 10     | 10       | 10    | 40       | «Blinding Lights» — The Weeknd              |
| Сергій та Аделіна | джайв     | 8        | 10     | 8        | 8     | 34       | «Mambo No. 5» — Lou Bega                    |
| Ольга та Ілля     | ча-ча-ча  | 8        | 9      | 6        | 7     | 30       | «Havana» — Каміла Кабельйо                  |
| Дар'я та Ігор     | пасодобль | 9        | 10     | 7        | 8     | 34       | «Love is Found» — Sade                      |

| Пари              | Танець    | Судді    | Судді                   | Судді    | Судді | Підсумок | Музичний супровід                       |
| Пари              | Танець    | Григорій | Андрій (Вєрка Сердючка) | Катерина | Влад  | Підсумок | Музичний супровід                       |
| ----------------- | --------- | -------- | ----------------------- | -------- | ----- | -------- | --------------------------------------- |
| Юлія та Дмитро    | джайв     | 10       | 10                      | 9        | 9     | 38       | «Хорошо красавицам» — Вєрка Сердючка    |
| Арам та Тоня      | пасодобль | 9        | 10                      | 8        | 9     | 36       | «Пирожок» — Вєрка Сердючка              |
| Сергій та Яна     | хіп-хоп   | 9        | 10                      | 8        | 8     | 35       | «Dancing Lasha Tumbai» — Вєрка Сердючка |
| Надія та Кирило   | танго     | 10       | 10                      | 9        | 9     | 38       | «Тук, Тук, Тук» — Вєрка Сердючка        |
| Санта та Макс     | диско     | 8        | 10                      | 10       | 9     | 37       | «Дольче Габбана» — Вєрка Сердючка       |
| Сергій та Аделіна | ф'южн     | 10       | 10                      | 10       | 9     | 39       | «Я попала на любовь» — Вєрка Сердючка   |
| Ольга та Ілля     | танго     | 8        | 10                      | 8        | 7     | 33       | «Гоп-Гоп-Гоп» — Вєрка Сердючка          |
| Дар'я та Ігор     | фокстрот  | 8        | 10                      | 6        | 8     | 32       | «Я не поняла» — Вєрка Сердючка          |

| Пари                                               | Танець             | Судді    | Судді | Судді    | Судді | Підсумок | Музичний супровід                                                      |
| Пари                                               | Танець             | Григорій | Маша  | Катерина | Влад  | Підсумок | Музичний супровід                                                      |
| -------------------------------------------------- | ------------------ | -------- | ----- | -------- | ----- | -------- | ---------------------------------------------------------------------- |
| Юлія Саніна, Дмитро Дікусар і Женя Кот             | аргентинське танго | 10       | 10    | 10       | 9     | 39       | «Кумпарсіта» — Milva                                                   |
| Сергій Танчинець, Яна Цибульська та Мішель Андраде | ф'южн              | 8        | 9     | 9        | 7     | 33       | «SexyBack» — Джастін Тімберлейк                                        |
| Надія Мейхер, Кирило Васюк та Даніель Салем        | пасодобль          | 9        | 10    | 10       | 9     | 38       | «Fortuna Imperatrix Mundii: No. 1, O Fortuna» зі збірки Carmina Burana |
| Санта Дімопулос, Макс Леонов та Іраклі Макацарія   | фламенко           | 10       | 10    | 10       | 10    | 40       | «Story of my heart» — Дженніфер Лопес                                  |
| Сергій Мельник, Аделіна Делі та Ганна Різатдінова  | віденський вальс   | 9        | 10    | 10       | 10    | 39       | «Say Something» — Christina Aguilera                                   |
| Ольга Фреймут, Ілля Падзина та Леся Нікітюк        | румба              | 9        | 9     | 10       | 7     | 35       | пісня з відеогри «GoldenEye 007»                                       |
| Дар'я Петрожицька, Ігор Гелуненко й Ольга Сумська  | модерн             | 7        | 8     | 7        | 8     | 30       | «Позови меня с собой» — Алла Пугачова                                  |

| Пари                               | Танець           | Судді    | Судді   | Судді    | Судді | Підсумок | Музичний супровід                |
| Пари                               | Танець           | Григорій | Наталія | Катерина | Влад  | Підсумок | Музичний супровід                |
| ---------------------------------- | ---------------- | -------- | ------- | -------- | ----- | -------- | -------------------------------- |
| Юлія Саніна та Ілля Падзина        | ф'южн            | 9        | 10      | 9        | 10    | 38       | «Toxic» — Брітні Спірс           |
| Сергій Танчинець та Аделіна Делі   | квікстеп         | 8        | 10      | 9        | 8     | 35       | «Neh Nah Neh»— Vaya Con Dios     |
| Надія Мейхер та Макс Леонов        | віденський вальс | 10       | 10      | 9        | 10    | 39       | «Жить в твоей голове» — Земфіра  |
| Санта Дімопулос та Кирило Васюк    | фрістайл         | 9        | 10      | 9        | 9     | 37       | «Нас не догонят» — Тату          |
| Сергій Мельник та Яна Цибульська   | танго            | 9        | 10      | 10       | 9     | 38       | «Supermassive Black Hole» — Muse |
| Ольга Фреймут та Дмитро Дікусар    | фокстрот         | 9        | 10      | 8        | 8     | 34       | «Відьма» — Ілларія               |
| Юлія Саніна та Дмитро Дікусар      | джайв і ча-ча-ча | 9        | 10      | 10       | 9     | 38       | N/A                              |
| Сергій Мельник та Аделіна Делі     | джайв і ча-ча-ча | 8        | 10      | 10       | 8     | 36       | N/A                              |
| Сергій Танчинець та Яна Цибульська | джайв і ча-ча-ча | 8        | 10      | 8        | 8     | 34       | N/A                              |
| Ольга Фреймут та Ілля Падзіна      | джайв і ча-ча-ча | 6        | 10      | 6        | 7     | 29       | N/A                              |
| Санта Дімопулос та Макс Леонов     | джайв і ча-ча-ча | 9        | 10      | 10       | 10    | 39       | N/A                              |
| Надія Мейхер та Кирило Васюк       | джайв і ча-ча-ча | 10       | 10      | 10       | 9     | 39       | N/A                              |

| Пари                                | Танець          | Судді    | Судді  | Судді    | Судді | Підсумок | Музичний супровід                                         |
| Пари                                | Танець          | Григорій | Ксенія | Катерина | Влад  | Підсумок | Музичний супровід                                         |
| ----------------------------------- | --------------- | -------- | ------ | -------- | ----- | -------- | --------------------------------------------------------- |
| Юлія та Дмитро                      | квікстеп        | 10       | 10     | 10       | 10    | 40       | «Show Me How You Burlesque» — The New Burlesque Show Band |
| Сергій та Яна                       | повільний вальс | 8        | 9      | 8        | 8     | 33       | «Moon River» — Френк Сінатра                              |
| Надія та Кирило                     | джайв           | 10       | 10     | 9        | 9     | 38       | «Let's Rock» — Елвіс Преслі                               |
| Санта та Макс                       | танго           | 10       | 10     | 10       | 10    | 40       | пісня з фільму «Запах жінки»                              |
| Сергій та Аделіна                   | самба           | 8        | 9      | 8        | 8     | 33       | «Light it Up» — Major Lazer                               |
| Сергій Танчинець із сім'єю          | ф'южн           | 9        | 9      | 9        | 9     | 36       | «Can you feel the love tonight» — Елтон Джон              |
| Надія Мейхер з доньками             | фольк           | 10       | 10     | 10       | 10    | 40       | «Квітка Душа» — Ніна Матвієнко                            |
| Юлія Саніна з батьком               | контемпорарі    | 10       | 9      | 10       | 10    | 39       | «Серце» — The Hardkiss                                    |
| Санта Дімопулос із синами           | контемпорарі    | 10       | 10     | 10       | 10    | 40       | «Сансара» — Баста                                         |
| Сергій Мельник та Ганна Різатдінова | румба           | 10       | 10     | 10       | 9     | 39       | «Stay With Me» — Сем Сміт                                 |

| Пари                                           | Танець           | Судді    | Судді | Судді    | Судді | Підсумок | Музичний супровід                 |
| Пари                                           | Танець           | Григорій | Павло | Катерина | Влад  | Підсумок | Музичний супровід                 |
| ---------------------------------------------- | ---------------- | -------- | ----- | -------- | ----- | -------- | --------------------------------- |
| Юлія та Дмитро                                 | хіп-хоп          | 10       | 9     | 9        | 9     | 37       | «Blood // Water» — Grandson       |
| Надія та Кирило                                | хіп-хоп          | 10       | 9     | 8        | 8     | 35       | «4 Minutes» — Мадонна             |
| Санта та Макс                                  | віденський вальс | 10       | 10    | 10       | 10    | 40       | «Dangerous Woman» — Аріана Ґранде |
| Сергій та Аделіна                              | контемпорарі     | 9        | 10    | 10       | 9     | 38       | «Iron Sky» — Паоло Нутіні         |
| Надія Мейхер, Кирило Васюк та Григорій Чапкіс  | самба            | —        | 10    | 10       | 10    | 30       | «Despacito» — Луїс Фонсі          |
| Юлія Саніна, Діма Жук та Влад Яма              | віденський вальс | 10       | 10    | 10       | —     | 30       | «Believe» — Елтон Джон            |
| Санта Дімопулос, Макс Леонов та Павло Вишняков | румба            | 10       | —     | 10       | 10    | 30       | «Сансара» — Баста                 |
| Сергій Мельник, Аделіна Делі та Катерина Кухар | балет            | 10       | 8     | —        | 9     | 27       | «Акваріум» — Каміль Сен-Санс      |
| Юлія та Дмитро                                 | румба            | 10       | 10    | 10       | —     | 30       | N/A                               |
| Надія та Кирило                                | ча-ча-ча         | 10       | 9     | 9        | —     | 28       | N/A                               |
| Санта та Макс                                  | самба            | 10       | 10    | 10       | —     | 30       | N/A                               |
| Сергій та Аделіна                              | джайв            | 9        | 8     | 9        | —     | 26       | N/A                               |

| Пари                                        | Танець           | Судді    | Судді | Судді    | Судді | Підсумок | Музичний супровід                                     |
| Пари                                        | Танець           | Григорій | Леся  | Катерина | Влад  | Підсумок | Музичний супровід                                     |
| ------------------------------------------- | ---------------- | -------- | ----- | -------- | ----- | -------- | ----------------------------------------------------- |
| Юлія та Дмитро                              | віденський вальс | 10       | 10    | 10       | 10    | 40       | «Never Enough» — Лорен Олред                          |
| Надія та Кирило                             | пасодобль        | 10       | 10    | 8        | 9     | 37       | «Palladio» — Escala                                   |
| Санта та Макс                               | ча-ча-ча         | 10       | 10    | 10       | 10    | 40       | «Мокрая» — Quest Pistols і Монатік                    |
| Надія Мейхер, Кирило Васюк та Юрій Горбунов | квікстеп         | 10       | 10    | 10       | 10    | 40       | «В небі канареєчка літає» з фільму «За двома зайцями» |
| Юлія Саніна, Діма Жук та Тіна Кароль        | румба            | 10       | 10    | 10       | 10    | 40       | «Lady in Red» — Кріс де Бург                          |
| Санта Дімопулос, Макс Леонов та Олег Винник | танго            | 10       | 10    | 10       | 10    | 40       | «Roxanne»                                             |
| Юлія та Дмитро                              | самба            | 10       | 10    | 9        | 10    | 39       | «La Bomba» — Рікі Мартін                              |
| Надія та Кирило                             | фокстрот         | 10       | 10    | 9        | 10    | 39       | «Без бою» — Океан Ельзи                               |
| Санта та Макс                               | квікстеп         | 10       | 10    | 9        | 10    | 39       | «We No Speak Americano» — Yolanda Be Cool і DCUP      |

| Пари            | Танець    | Судді    | Судді            | Судді    | Судді | Підсумок | Музичний супровід                 |
| Пари            | Танець    | Григорій | Запрошений суддя | Катерина | Влад  | Підсумок | Музичний супровід                 |
| --------------- | --------- | -------- | ---------------- | -------- | ----- | -------- | --------------------------------- |
| Юлія та Дмитро  | ча-ча-ча  | 10       | 10               | 9        | 10    | 39       | «Make-Up» — The Hardkiss          |
| Надія та Кирило | румба     | 10       | 10               | 9        | 9     | 38       | «Притяженья больше нет» — ВІА Гра |
| Санта та Макс   | самба     | 10       | 10               | 10       | 10    | 40       | «Ego» — Віллі Вільям              |
| Юлія та Дмитро  | фокстрот  | 10       | 10               | 10       | 10    | 40       | «Lovely» — Біллі Айліш            |
| Надія та Кирило | танго     | 10       | 10               | 10       | 10    | 40       | «Пошёл вон» — ВІА Гра             |
| Санта та Макс   | румба     | 10       | 10               | 10       | 10    | 40       | «Ring my bells» — Енріке Іглесіас |
| Юлія та Дмитро  | танго     | 10       | 10               | 9        | 10    | 39       | «Sweet Dreams»                    |
| Надія та Кирило | фламенко  | 10       | 10               | 8        | 9     | 37       | «Habanera»                        |
| Санта та Макс   | фокстрот  | 9        | 10               | 9        | 9     | 37       | «Bird set free» — Sia             |
| Юлія та Дмитро  | джайв     | 10       | 10               | 9        | 10    | 39       | N/A                               |
| Санта та Макс   | джайв     | 9        | 10               | 10       | 10    | 39       | N/A                               |
| Юлія та Дмитро  | хіп-хоп   | 10       | 10               | 10       | 10    | 40       | N/A                               |
| Санта та Макс   | хіп-хоп   | 9        | 9                | 9        | 8     | 35       | N/A                               |
| Юлія та Дмитро  | пасодобль | 9        | 10               | 10       | 10    | 39       | N/A                               |
| Санта та Макс   | пасодобль | 10       | 10               | 10       | 10    | 40       | N/A                               |